# If I Know Me
If I Know Me — дебютный студийный альбом американского кантри-певца Моргана Уоллена, вышедший 27 апреля 2018 года на лейбле Big Loud Records. Продюсером был Joey Moi. Диск Уоллена возглавил кантри-чарт Top Country Albums и получил золотой сертификат в США.

## Об альбоме
Уоллен был соавтором шести из 14 треков альбома, который продюсировал Joey Moi.
Дебютный сингл «The Way I Talk» вышел 12 сентября 2016 года и вошёл в top-30 в кантри-чарте Billboard Country Airplay. Второй сингл «Up Down» вышел 27 ноября 2017 года. Он был записан в сотрудничестве с группой Florida Georgia Line и 30 июня 2018 года поднялся на первое место в чарте Billboard Country Airplay. Третий сингл «Whiskey Glasses» вышел 30 июля 2018 года и также стал чарттоппером в Country Airplay. Кроме того, он возглавил хит-парад Billboard Hot Country Songs и вошёл в top-20 хит-парада Billboard Hot 100. Четвёртый альбомный сингл «Chasin' You» вышел на кантри-радио 20 июля 2019 года и стал третьим хитом номер один для Уоллена в чарте Country Airplay и его вторым синглом, вошедшим в top-20 в Billboard Hot 100.

## Коммерческий успех
Альбом дебютировал на 11-м месте в кантри-чарте Top Country Albums и на 72-м месте в основном мультижанровом американском хит-параде Billboard 200 с тиражом 2,7 тыс. копий в первую неделю релиза. Высшими позициями стали первое место в Top Country Albums и 13-е место в Billboard 200 в августе 2020 года. Он был сертифицирован в золотом статусе RIAA в дату 19 сентября 2019 года. К марту 2020 года тираж достиг 50,7 тыс. копий традиционных альбомных продаж в США, а в сумме, включая треки и стрим-потоки более 833 тыс. эквивалентных единиц. В августе 2020 года он достиг первого места в Top Country Albums спустя рекордные 114 недель нахождения в чарте. Прошлый рекорд чарта Top Country Albums, созданного в 1964 году, принадлежал альбому Hunter Hayes певца Хантера Хейза, который шёл 89 недель к первому месту с 2011 года до 6 июля 2013 года.

## Список композиций
| №   | Название                                     | Автор(ы)                                                                   | Длительность |
| --- | -------------------------------------------- | -------------------------------------------------------------------------- | ------------ |
| 1.  | «Up Down» (при участии Florida Georgia Line) | Brad Clawson Hardy CJ Solar                                                | 3:18         |
| 2.  | «Happy Hour»                                 | Corey Crowder Hardy Craig Wiseman                                          | 3:20         |
| 3.  | «Had Me by Halftime»                         | Hardy James McNair Josh Miller Daniel Ross Morgan Wallen                   | 2:52         |
| 4.  | «Whiskey Glasses»                            | Ben Burgess Kevin Kadish                                                   | 3:54         |
| 5.  | «Whatcha Know 'Bout That»                    | Hardy Josh Leo Cameron Montgomery Jim Photoglo Wendy Waldman [ a ] Wiseman | 3:15         |
| 6.  | «Redneck Love Song»                          | David Garcia Hardy Hillary Lindsey Josh Miller                             | 3:10         |
| 7.  | «Little Rain»                                | Matt Dragstrem Ben Hayslip Chase McGill                                    | 3:27         |
| 8.  | «If I Know Me»                               | Hardy Ernest Keith Smith Ryan Vojtesak Wallen                              | 2:38         |
| 9.  | «Chasin' You»                                | Jamie Moore Wallen Wiseman                                                 | 3:25         |
| 10. | «The Way I Talk»                             | Jessi Alexander Hayslip McGill                                             | 3:28         |
| 11. | «If I Ever Get You Back»                     | Dallas Davidson Dragstrem Hayslip                                          | 2:54         |
| 12. | «Gone Girl»                                  | Alexander Hardy Montgomery Deric Ruttan Wallen                             | 2:43         |
| 13. | «Not Good at Not»                            | Brett Tyler Wallen Wiseman                                                 | 3:02         |
| 14. | «Talkin' Tennessee»                          | Jeff Hyde Wallen Wiseman                                                   | 3:44         |

Замечания
1. ↑  включает сэмпл из "Fishin' in the Dark" в исполнении  Nitty Gritty Dirt Band.

## Чарты
| Чарт (2018—2020)                   | Высшая позиция |
| ---------------------------------- | -------------- |
| Австралия (ARIA)                   | 53             |
| Канада (Canadian Albums Chart)     | 21             |
| США (Billboard 200) ·              | 10             |
| США (Billboard Top Country Albums) | 1              |
| США (Billboard Independent Albums) | 1              |

| Чарт (2018)                         | Позиция |
| ----------------------------------- | ------- |
| США (Top Country Albums, Billboard) | 44      |
| Чарт (2019)                         | Позиция |
| США (Billboard 200)                 | 87      |
| США (Top Country Albums, Billboard) | 8       |
| Чарт (2020)                         | Позиция |
| Канада (Billboard)                  | 42      |
| США (Billboard 200)                 | 29      |
| США (Top Country Albums, Billboard) | 3       |
| Чарт (2021)                         | Позиция |
| Австралия (Country Albums, ARIA)    | 6       |
| Канада (Billboard)                  | 42      |
| США (Billboard 200)                 | 36      |
| США (Top Country Albums, Billboard) | 6       |
| Чарт (2022)                         | Позиция |
| США (Billboard 200)                 | 35      |
| США (Top Country Albums, Billboard) | 5       |
| США (Independent Albums, Billboard) | 4       |

## Сертификации
| Регион                                                                      | Сертификация  | Продажи   |
| --------------------------------------------------------------------------- | ------------- | --------- |
| США (RIAA)                                                                  | 3× Платиновый | 3 000 000 |
| Данные о продажах + прослушиваниях приведены только на основе сертификации. |               |           |